# باشگاه ورزشی ناچ
باشگاه ورزشی ناچ یک باشگاه فوتبال سورینامی است که در موئنگو، مارووینه واقع شده است.
از زمان راه اندازی فوتبال حرفه‌ای در ۲۲ فوریه ۲۰۲۴، ناچ در لیگ حرفه‌ای سورینام رقابت می‌کند.

## افتخارات
- دسته دوم سورینام: ۱ قهرمانی
- جام اس‌وی‌بی: ۱ قهرمانی